# John Partridge (musicista)
John Partridge (Birmingham, 23 luglio 1949) è un batterista, cantante e compositore britannico, noto prevalentemente come membro originario della band heavy metal Judas Priest, storico gruppo tra i più influenti e famosi del genere.

## Storia
Nato a Birmingham, appassionato di batteria sin da bambino, la sua carriera musicale iniziò nel 1969, quando  divenne batterista della prima formazione dei Judas Priest.
Rimase nella band fino al 1971, a causa di forti contrasti con gli altri membri della band, e venne quindi sostituito da Chris Campbell.  
Non trovando collocazione in altri gruppi decise di ritirarsi temporaneamente dal mondo della musica, dedicandosi all'attività di commesso.
Nel 1971 incise un disco da solista, ma dopo lo scarso successo, decide di sospendere temporaneamente l'attività musicale.
Nel 1973  si unì ai riformati Cherrie Three Carol, mentre nel 1976 entrò nella Colin Hicks Band, guidata da Colin Hicks, e nel 1979 si ritirò definitivamente dalle scene.

## Discografia

### Solista
- 1971- The Folk Songs of Britain

### Bullion
- 1997 - Music from the Black Country

### Colin Hicks Band
- 1977 - His Stable of Stars